# دوجمان
دوجمان، روستایی است از توابع بخش مرکزی شهرستان چالوس در استان مازندران ایران.

## جمعیت
این روستا در دهستان کلارستاق غربی قرار دارد و براساس سرشماری مرکز آمار ایران در سال ۱۳۸۵، جمعیت آن ۳۸۶ نفر (۱۱۸خانوار) بوده‌است. مردم دوجمان از قومیت طبری هستند. مردم دوجمان به زبان طبری با گویش چالوسی سخن می‌گویند.